# Chick Hearn
Francis Dayle Hearn, detto Chick (Buda, 27 novembre 1916 – Los Angeles, 5 agosto 2002), è stato un telecronista sportivo statunitense, membro del Naismith Memorial Basketball Hall of Fame dal 2003 in qualità di contributore.
Hearn è stato il telecronista e radiocronista delle partite dei Los Angeles Lakers per quasi quaranta anni: ha commentato 3.338 partite consecutive dal 21 novembre 1965 sino al 16 dicembre 2001.
Fu ideatore di numerosi soprannomi per i giocatori dei Lakers, e di espressioni poi entrate nell'uso comune della pallacanestro, come ad esempio: "slam dunk", "no harm, no foul", "air ball".